# アメリカ合衆国の主要航空会社
アメリカ合衆国運輸省は主要航空会社 (major carrier, major airline carrier) を、アメリカに本拠地を置き1会計年度に10億ドル以上の収入を記載する航空会社と定義している。
| 航空会社の規模   | グループ  | 年間収入（単位$）                     |
| ---------------- | --------- | ------------------------------------- |
| Majors           | Group III | 10億ドル以上                          |
| Nationals        | Group II  | 1億ドル以上10億ドル以下               |
| Large regionals  | Group I   | 2000万ドル以上9990万ドル以下          |
| Medium regionals | Group I   | 0ドル ($0 million) 以上1990万ドル以下 |

2014年4月時点で、主要航空会社は19社である。
主要旅客航空会社 (Mainline passenger)
- エアトラン（サウスウエスト航空の子会社）
- アラスカ航空
- アメリカン航空（アメリカン航空グループの子会社）
- デルタ航空
- フロンティア航空
- ハワイアン航空
- ジェットブルー
- サウスウエスト航空
- スピリット航空
- ユナイテッド航空
- USエアウェイズ（アメリカン航空グループの子会社）
- ヴァージン・アメリカ

リージョナル航空会社
- エンヴォイ・エア（アメリカン航空グループの子会社）
- エクスプレスジェット（英語版）（スカイウェストの子会社）
- スカイウェスト航空（スカイウェストの子会社）

貨物航空会社
- アトラス航空
- フェデックス・エクスプレス
- カリッタエア
- UPS航空

なお、"major carrier", "major carrier"という語句はスタートアップ・ローコストキャリアと区別するために伝統的なレガシーキャリアを指すこともある。